# Amour et Pigeons
Pour plus de détails, voir Fiche technique et Distribution.
Amour et Pigeons (Любовь и голуби, Lyoubov i goloubi) est un film soviétique réalisé par Vladimir Menchov, sorti en 1985.

## Synopsis
Vassili (Vassia) Kouziakine et sa femme Nadejda (Nadia) vivent à la campagne. Lui est ouvrier dans l'industrie du bois et sa passion est d’élever des colombes.
Ils ont trois enfants. Liouda, leur fille aînée était partie et s'était mariée à la ville, mais elle est revenue quand elle s’est séparée de son mari ; Lionia, leur fils, amoureux de technologie ; Olia, la cadette, la préférée de son père et qui l’adore.
Nadejda est toujours en colère contre son mari : elle lui reproche de dépenser trop d'argent et de ne s’intéresser qu’aux colombes.
Grand-mère Choura et l'oncle Mitia vivent à côté des Kouziakine. Entre eux aussi il y a des conflits. Oncle Mitia aime boire, et Choura s'efforce toujours de l’en empêcher. Il passe donc son temps à essayer de boire – en cachette. Quitte à feindre de la pleurer - et de boire pour supporter son chagrin, alors qu’elle est bien en vie
Vassili se blesse un jour au travail, et gagne un séjour au bord de la mer pour sa convalescence.
Il s'y rend -seul, et là, il rencontre Raïssa Zakharovna, une employée du service du personnel de l'industrie du bois. Citadine, exaltée – et célibataire, Raïssa envoûte Vassili avec ses histoires étonnantes sur la télékinésie , les médiums, les corps astraux et les humanoïdes. Vassili succombe à ses avances, et ils commencent une liaison.
Ils rentrent ensemble du séjour et s'installent chez Raïssa.
Vassili avoue sa liaison et son départ à sa femme et à ses enfants par lettre. Un soir de tempête, Raïssa se rend chez Nadejda, espérant pouvoir s'entendre avec elle et les enfants et tout régler pacifiquement. Raïssa commence par parler de choses et d’autres, mais quand Nadejda découvre que c’est elle, la femme pour laquelle son mari l’a quittée, elle se met très en colère et la malmène quelque peu. Raïssa bat en retraite précipitamment, furieuse contre ces gens de la campagne...
A son retour chez elle, Raïssa, très abattue se montre désagréable avec Vassili. Alors, et après bien des efforts, celui-ci lui annonce son départ : même le chien de Raïssa lui est hostile, la vie commune n'est pas possible entre eux, il veut rentrer chez lui. Et il part...
A la maison, Nadejda s'est couchée, refuse de se lever, de se nourrir, de s’occuper de quoi que ce soit et dit qu’elle veut et va mourir. Les enfants, Choura et Mitia sont désespérés et ne savent que faire...Quoiqu’ils disent, Nadia sanglote,  s’en prend à eux et fait des reproches à tout le monde...
Sur ce, arrive Vassia. Il est très mal accueilli par Nadejda, qui l'accable de reproches, et par son fils, qui brandit une hache contre lui. Seul Mitia l’aide, et Choura s’efforce de raisonner Nadia: son mari est revenu, il faut pardonner ! 
Vassili a fait savoir qu'il attendra sa femme, hors du village. Nadejda commence par dire que jamais elle n’ira le voir.  Mais elle finit par s’y rendre. Et là, ils s’expliquent et se réconcilient.
Ils commencent par se rencontrer en secret pour éviter les réactions hostiles, de Lionia notamment. 
Deux mois plus tard, Nadejda lui avoue qu'elle est enceinte, et Vassili rentre chez eux, et se réconcilie aussi avec son fils, proche de son départ au service militaire. Nadejda s’initie et s’efforce à partager à son tour la passion de son mari pour les colombes, pour le plus grand bonheur de tous...

## Fiche technique
- Titre original : Любовь и голуби, Lyoubov i goloubi
- Titre français : Amour et Pigeons
- Réalisation : Vladimir Menchov
- Scénario : Vladimir Gourkine
- Costumes : Natalia Moneva
- Photographie : Youri Nevski
- Montage : R. PessetskaÏa
- Musique : Valentin Levachov
- Production : Mosfilm
- Pays d'origine : URSS
- Format : Couleurs - 35 mm - 1,37:1
- Genre : comédie, romance
- Durée : 107 minutes
- Date de sortie :
  -  Union soviétique : 7 janvier 1985

## Distribution
- Alexandre Mikhaïlov : Vassia
- Nina Dorochina : Nadia
- Lioudmila Gourtchenko : Raïssa Zakharovna
- Ianina Lissovskaïa : Liouda
- Lada Sizonenko : Olia
- Igor Lyakh : Lionia
- Sergueï Iourski : oncle Mitia
- Natalia Teniakova : grand-mère Choura